# Campionati mondiali di tiro da 10 m 1981
I campionati mondiali di tiro 1981 furono la seconda edizione dei campionati mondiali di questo sport e si disputarono a Santo Domingo.

## Risultati

### Uomini

#### Carabina ad aria
| Evento        | Oro                                                                          | Oro       | Argento                                                                    | Argento   | Bronzo                                                                  | Bronzo    |
| Evento        | Atleta                                                                       | Risultato | Atleta                                                                     | Risultato | Atleta                                                                  | Risultato |
| 10m           | Pascal Bessy                                                                 | 575       | Daniel Nipkow                                                              | 575       | Kurt Rieth                                                              | 573       |
| 10m a squadre | Germania Ovest Walter Hillenbrand Kurt Hillenbrand Kurt Rieth Oswald Schlipf | 2270      | Francia Pascal Bessy Patrice de Mullenheim Daniel Labrune Dominique Maquin | 2269      | Norvegia A. Bjerbnes Arnt-Olan Haugland Per Erik Lokken Harald Stenvaag | 2215      |

#### Pistola ad aria
| Evento        | Oro                                                           | Oro       | Argento                                                         | Argento   | Bronzo                                                                 | Bronzo    |
| Evento        | Atleta                                                        | Risultato | Atleta                                                          | Risultato | Atleta                                                                 | Risultato |
| 10m           | Don Nygord                                                    | 380       | Liubcho Diakov                                                  | 378       | Ragnar Skanåker                                                        | 376       |
| 10m a squadre | Bulgaria Liubcho Diakov Liubcho Dimitrov Ivan Mandov J. Minov | 2282      | Svizzera Rolf Beutler Roman Burkhard J. A. Perrin R. Von Gunter | 2268      | Unione Sovietica Igor Basinski A. Borishin A. Shbzko Sergei Sumatokhin | 2263      |

#### Bersaglio mobile
| Evento        | Oro                                                                              | Oro       | Argento                                                        | Argento   | Bronzo                                                   | Bronzo    |
| Evento        | Atleta                                                                           | Risultato | Atleta                                                         | Risultato | Atleta                                                   | Risultato |
| 10m           | Yuri Kadenatsi                                                                   | 380       | Andréi Teriojin                                                | 379       | Igor Malashkov                                           | 370       |
| 10m a squadre | Unione Sovietica Igor Malashkov Gennadi Maliukhin Yuri Kadenatsi Andréi Teriojin | 1497      | Stati Uniti Francis Allen Harry Lucker Randy Stewart P. Wypych | 1354      | Porto Rico R. Gonzalez A. Ortiz Pedro Ramirez C. Llorens | 1053      |

### Donne

#### Carabina ad aria
| Evento        | Oro                                                              | Oro       | Argento                                              | Argento   | Bronzo                                         | Bronzo    |
| Evento        | Atleta                                                           | Risultato | Atleta                                               | Risultato | Atleta                                         | Risultato |
| 10m           | Svetlana Komaristova                                             | 381       | Thoril Brodahl-Radet                                 | 379       | Kim Young-Mi                                   | 377       |
| 10m a squadre | Unione Sovietica Baiba Berklava V. Cherkasa Svetlana Komaristova | 1133      | Norvegia Thoril Brodahl-Radet E. Brodahl A. Vepperen | 1127      | Bulgaria Anna Kirova Vesela Lečeva Anka Pelova | 1113      |

#### Pistola ad aria
| Evento        | Oro                                                                  | Oro       | Argento                                       | Argento   | Bronzo                                    | Bronzo    |
| Evento        | Atleta                                                               | Risultato | Atleta                                        | Risultato | Atleta                                    | Risultato |
| 10m           | Nonna Kalinina                                                       | 380       | Kerstin Bodin                                 | 379       | Marina Dobrantcheva                       | 378       |
| 10m a squadre | Unione Sovietica Marina Dobrantcheva Nonna Kalinina Zinaida Simonian | 1126      | Svizzera V. Edelmann D. Hafen Elisabeth Sager | 1119      | Stati Uniti Carol Baker Ruby Fox C. Sally | 1097      |

## Medagliere
Nazione ospitante
| Posiz. | Nazione          | Oro | Argento | Bronzo | Totale |
| ------ | ---------------- | --- | ------- | ------ | ------ |
| 1      | Unione Sovietica | 6   | 1       | 3      | 10     |
| 2      | Bulgaria         | 1   | 1       | 1      | 3      |
| 2      | Stati Uniti      | 1   | 1       | 1      | 3      |
| 4      | Francia          | 1   | 1       | 0      | 2      |
| 5      | Germania Ovest   | 1   | 0       | 1      | 2      |
| 6      | Svizzera         | 0   | 3       | 0      | 3      |
| 7      | Norvegia         | 0   | 2       | 1      | 3      |
| 8      | Svezia           | 0   | 1       | 1      | 2      |
| 9      | Corea del Sud    | 0   | 0       | 1      | 1      |
| 9      | Porto Rico       | 0   | 0       | 1      | 1      |